# ブルジェツラフ - ズノイモ線

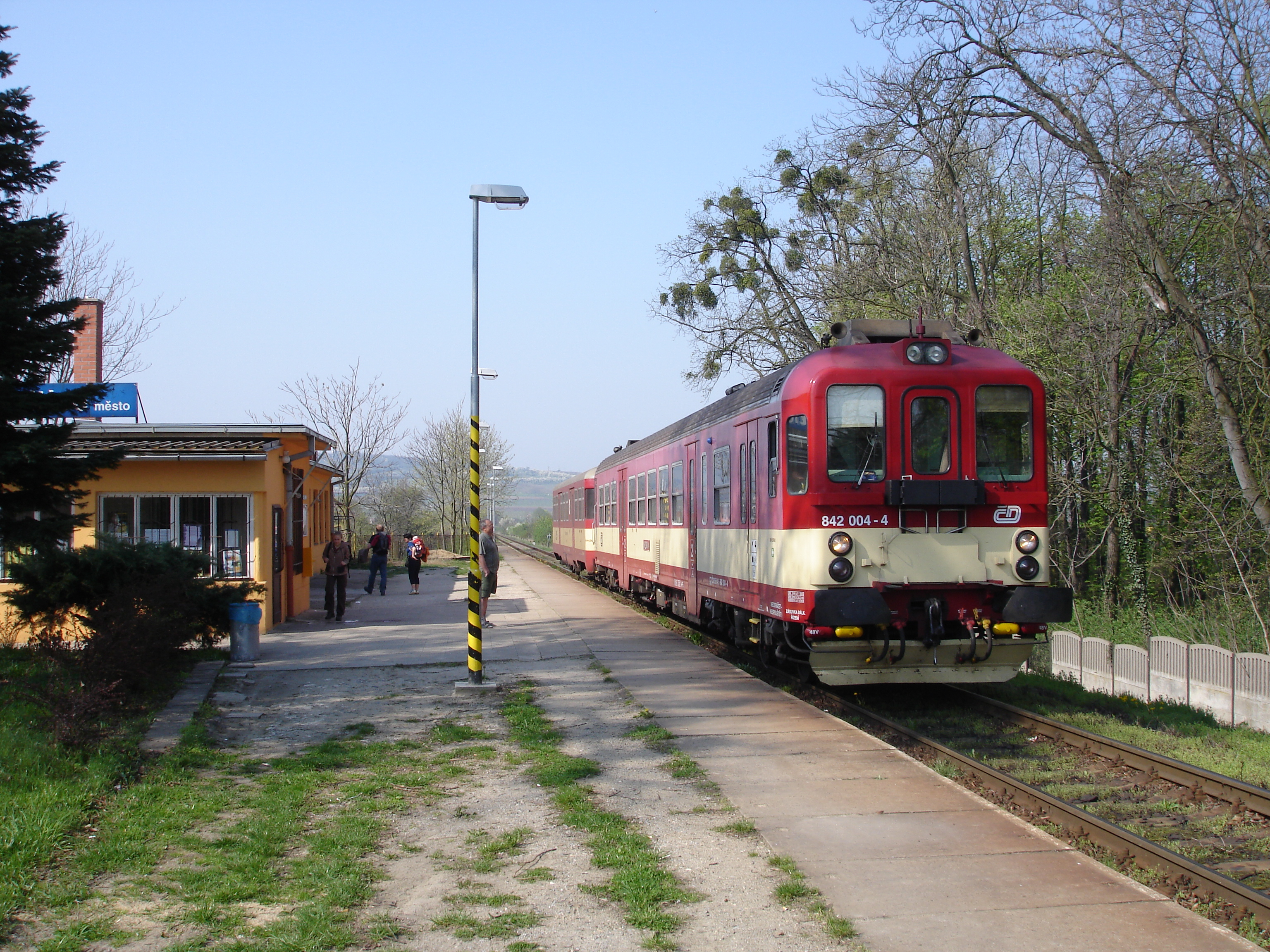
チェコ共和国ヴァルチツェ市の旅客列車

ブルジェツラフ - ズノイモ線（チェコ語;Železniční trať Břeclav–Znojmo）は、チェコ国鉄の鉄道線の名称である。路線番号は246。
フルショヴァニ～ズノイモ間は、1870年にオーストリア国鉄によって開業した。残りのブルジェツラフ～フルショヴァニ間は、1872年に皇帝フェルディナント北部鉄道によって開業した。

## 歴史

### オーストリア国家鉄道会社
グルースバッハ - ツナイム間鉄道敷設許可は帝国特認オーストリア＝ハンガリー国家鉄道会社（k.k. privilegierte Österreichisch-Ungarische Staatseisenbahn-Gesellschaft, StEG）に、ウィーン - ブリュン間の鉄道建設と関連して、与えられた。第二条には、この路線を延長してウィーン - ピルゼン鉄道と結びつける義務が明示されている。1870年9月15日にグルースバッハ - ツナイム区間はシュトレーリッツ（現在ストジェリッツェ） - グルースバッハ区間と共に開業された。1909年10月にStEGの国有化で、この路線もオーストリア帝国鉄道（k.k. Staatsbahnen, kkStB）に編入された。

### チェコスロバキア鉄道
第一次世界大戦の終戦後、チェコスロバキア国営鉄道（Československé státní dráhy, ČSD）の創立でこの路線はČSDにより引き受けることとなった。1920年代末以後、モラビアの中心部ブルノでズノイモ行きの列車が配置された。1938年ナチス・ドイツによるズデーテン地方の占領で、この路線はドイツ国営鉄道のウィーン管理局に属することとなった。第二次世界大戦の終戦後、国営鉄道は再建され、この路線はČSDの鉄道網へ戻った。

### チェコ鉄道
1993年1月1日チェコとスロバキアの分離により、新生のチェコ鉄道（České dráhy, ČD）がこの路線を引き受けた。1990年代の中期にほとんどの列車がブジェツラフ - ズノイモ区間を通行して、ブルノ方面の列車通行は漸次に重要性を失った。

## 運行形態[6]

### 快速「スピェシニー(Sp)」
- ブルジェツラフ - ズノイモ ( - シャトフ)　【休日と夏季の平日運行】
春・夏は、土曜・休日に2時間に1本の運行。夏は、平日も一日1往復運行する。秋・冬は、休日に限り一日1.5往復の運行。春・夏の土曜・休日一日1往復に限り、248号線のシャトフ方面に直通する。セドレツは、夕方以降の西行に限り停車する。ブルジェジーとノヴォセドリは、西行は全列車停車するが、東行は日中を除き通過する。
2025年度より運行を開始した。

- 過去の運行系統 
  - エクスプレス・パーラヴァ・ポディイー号：　ブルノ - ブルジェツラフ - ズノイモ - シャトフ　【土曜・休日運行】
2015年以前は、夏季の土曜日のみ、一日1往復の運行であった。ブルジェツラフ以東は250号線と、ズノイモ以東は248号線と直通していた。ブルジェジーとホドニツェを通過し、東行に限りノヴォセドリも通過していた。

2016年に、夏季の休日もブルノ - ズノイモ間で運行する様になった。
2017年に、休日もシャトフまで延長された他、上下ともノヴォセドリ通過に変更された。
2018年以降、運行期間が春季にも拡大した。また2018年に限り、フルショヴァニ以北244号線に直通し、フルショヴァニ - ブルジェツラフ間を経由しなかった。
2019年は、2017年以前同様ブルジェツラフ経由で運行される。
2020年末に、秋・冬にもズノイモ→ブルジェツラフの片道1本が運行される様になった。
2025年度より運行休止。
  - ミクロフ - フルショヴァニ - ブルノ
2017年度、春季の土曜日・休日のみ運行していた系統。ヴァルチツェ町 - ミクロフ間はノンストップ。2018年に、エクスプレス・パーラヴァ・ポディイー号に統合された。

### 普通
平日は毎時1本、休日は2時間に1本の運行。ブルジェツラフで、330号線のプルジェロフ方面普通と接続する（平日は、半数が特急とも接続する）。平日の半数と、休日の一部は、ボルジー・レスとヴァルチツェを通過する。
2019年度以前は、イェヴィショフカを通過する列車もあった。2021-24年度は、一部がドブレー・ポレを通過していた。2024年度以前は、ディイェを通過する列車もあった。

### 臨時列車
- ミクロフ・ズノイモ方面エクスプレス（快速） 
年1日、ブルノ - ブルジェツラフ - ズノイモ間に、1往復のみ運行する。ブルジェツラフ以北は250号線に直通する。ズノイモ方面行は、快速と同じ停車駅である。ブルノ行は、ズノイモ - フルショヴァニ間の各駅とノヴォセドリ、ミクロフ、ヴァルチツェに停車する。2018年を除き、毎年運行している。
2017年度は、ミクロフ以東で年2日の運行であった。また、ズノイモ行がノヴォセドリに、ブルノ行がブルジェジーにも停車していた。2019年もミクロフ以東で年2日の運行であったが、停車駅は現在と同じであった。

- ズノイモ歴史ワイン祭列車（普通）
年1日、ズノイモ → フルショヴァニ間に片道1本のみ運行する。各駅に停車する。毎年運行している。

- ズノイモ歴史ワイン祭列車（快速）
夏に年1日、ブルノ - フルショヴァニ - ズノイモ間に一日1往復が運行する。フルショヴァニ以北は244号線に直通する。ズノイモ行はフルショヴァニ - ズノイモ間ノンストップであるが、ブルノ行は各駅に停車する。2018年運行。

## 駅一覧
以下では、チェコ国鉄246号線の駅と営業キロ、停車列車、接続路線などを一覧表で示す。
- 種別
  - Sp：快速
  - Os：普通
- 停車駅
  - ■印：全列車停車
  - ●印：大部分停車、一部通過
  - ◐印：半数停車
  - ｜印：全列車通過

| 路線名 | 駅名                                       | 駅間営業キロ | 累計営業キロ      | 累計営業キロ            | Sp | Os | 接続路線                                                                                                | 所在地         | 所在地           |
| ------ | ------------------------------------------ | ------------ | ----------------- | ----------------------- | -- | -- | --- | -------------- | ---------------- |
| 246    | ブルジェツラフ駅                           | -            | ウィーンから 83.1 | フルショヴァニから 43.2 | ■  | ■  | 252号線（プラハ方面、ブダペスト方面） 330号線（ワルシャワ方面） オーストリア国鉄901号線（グラーツ方面） | 南モラヴィア州 | ブルジェツラフ郡 |
| 246    | ボルジー・レス駅                           | 2.9          | 86.0              | 40.3                    | ｜ | ◐  | 253号線（レドニツェ方面）                                                                               | 南モラヴィア州 | ブルジェツラフ郡 |
| 246    | ヴァルチツェ町駅                           | 8.2          | 94.2              | 32.1                    | ■  | ■  | | 南モラヴィア州 | ブルジェツラフ郡 |
| 246    | ヴァルチツェ駅                             | 1.6          | 95.8              | 30.5                    | ｜ | ◐  | | 南モラヴィア州 | ブルジェツラフ郡 |
| 246    | セドレツ・ウ・ミクロヴァ駅                 | 4.6          | 100.4             | 25.9                    | ○  | ■  | | 南モラヴィア州 | ブルジェツラフ郡 |
| 246    | ミクロフ・ナ・モラヴェ駅                   | 6.5          | 106.9             | 19.4                    | ■  | ■  | | 南モラヴィア州 | ブルジェツラフ郡 |
| 246    | ブルジェジー駅                             | 5.5          | 112.4             | 13.9                    | ●  | ■  | | 南モラヴィア州 | ブルジェツラフ郡 |
| 246    | ドブレー・ポレ駅                           | 1.7          | 114.1             | 12.2                    | ｜ | ■  | | 南モラヴィア州 | ブルジェツラフ郡 |
| 246    | ノヴォセドリ駅                             | 3.4          | 117.5             | 8.8                     | ●  | ■  | | 南モラヴィア州 | ブルジェツラフ郡 |
| 246    | イェヴィショフカ駅                         | 2.2          | 119.7             | 6.6                     | ｜ | ■  | | 南モラヴィア州 | ブルジェツラフ郡 |
| 246    | フルショヴァニ・ナド・イェヴィショフコウ駅 | 6.6          | 126.3             | 0.0                     | ■  | ■  | 244号線                                                                                                 | 南モラヴィア州 | ズノイモ郡       |
| 246    | ボジツェ・ウ・ズノイマ駅                   | 7.3          |                   | 7.3                     | ｜ | ■  | | 南モラヴィア州 | ズノイモ郡       |
| 246    | ホドニツェ駅                               | 9.4          |                   | 16.7                    | ■  | ■  | | 南モラヴィア州 | ズノイモ郡       |
| 246    | ディイェ駅                                 | 3.4          |                   | 20.1                    | ｜ | ■  | | 南モラヴィア州 | ズノイモ郡       |
| 246    | ズノイモ駅                                 | 5.5          |                   | 25.6                    | ■  | ■  | 241号線、248号線                                                                                        | 南モラヴィア州 | ズノイモ郡       |